# Shirlee Hunter
Shirlee Hunter (* 29. August 1939 in Moneta, Virginia) ist eine US-amerikanische Country-Musikerin, die hauptsächlich in Virginia bekannt wurde.

## Leben

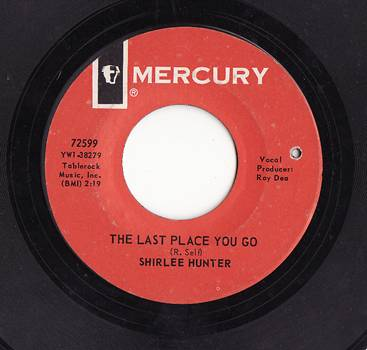
The Last Place You Go

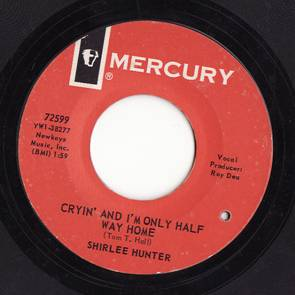
Cryin' and I’m Only Halfway Home

Shirlee Hunter wurde in der kleinen Gemeinde Moneta geboren, Hunters Familie zog aber nach Vinton, Virginia, einem Vorort von Roanoke. Sie begann bereits als Kind zu singen und hatte ihren ersten Auftritt vor Publikum im Alter von fünf Jahren in der örtlichen Kirche. Später begann sie, bei Radio- und Fernsehsendern in Virginia und North Carolina mit ihrem Onkel (der nur ein Jahr älter war wie sie) als The Two Little Hillbillies aufzutreten.
Mit 12 Jahren gewann Hunter einen Talentwettbewerb in Danville und erhielt so die Möglichkeit, im Country Jubilee (WSLS-TV) aufzutreten sowie mit Glen Thompson Mitglied des Virginia Barn Dances zu werden. Sie wechselte danach zum Old Dominion Barn Dance auf WRVA, der national gesendet wurde. Das Hillbilly Sweetheart, wie Hunter nun genannt wurde, konnte nun auch über CBS in der Saturday Night Country Style Show gehört werden. Zu diesem Zeitpunkt ging sie noch zur High School.
Hunter machte in den 1960er-Jahren Plattenaufnahmen, unter anderem für das Major-Label Mercury Records, denen jedoch keine Chartnotiz vergönnt war. Hunters Popularität beschränkte sich nur auf Virginia, daher hatte die keine nationale Karriere in der Country-Szene.

## Diskografie
| Jahr | Titel                                                     | Label #       |
| ---- | --------------------------------------------------------- | ------------- |
| 1959 | Allentown Jail / Hot Blood (B-Seite von den Trailblazers) | Tip Top 720   |
|      | Cryin’ and I’m Only Halfway Home / The Last Place You Go  | Mercury 72599 |
|      | Billy Christian / Why Do You Hesitate                     | Salem 535     |
| 1965 | Why Do You Hesitate / Billy Christian                     | Tower 130     |